# Élise Fajgeles

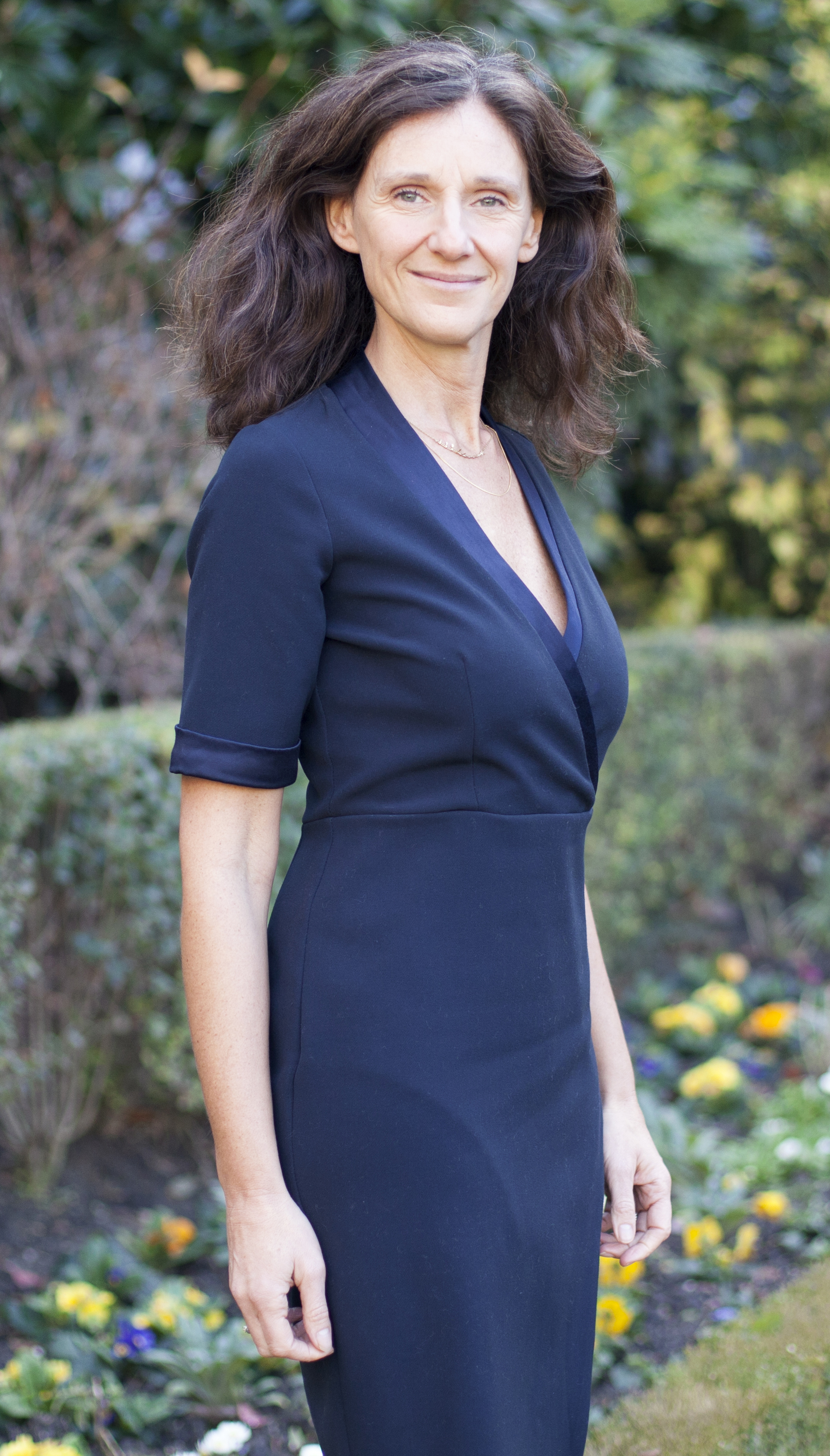
Élise Fajgeles

Élise Fajgeles (* 6. Juli 1970 in Sartrouville, Département Yvelines) ist eine französische Politikerin, die von 2017 bis 2019 Mitglied der Nationalversammlung für den Wahlkreis 5 in Paris war. Als Mitglied der Partei La République En Marche! (LREM), löste sie Benjamin Griveaux nach dessen Ernennung zum Staatssekretär des Ministers für Wirtschaft und Finanzen als dessen Stellvertreter ab. Griveaux kehrte zwei Jahre später ins Parlament zurück, nachdem er von seinem Amt als Regierungssprecher zurückgetreten war.

## Privates
Fajgeles wurde in Sartrouville im Département Yvelines geboren. Ihre Großeltern waren polnische Juden.

## Politische Karriere
Bei den französischen Parlamentswahlen 2017 war Fajgeles Ersatzkandidat für Benjamin Griveaux im Wahlkreis 5 in Paris. Fajgeles wurde Mitglied der Nationalversammlung, nachdem Griveaux am 22. Juli 2017 als Staatssekretärin des Wirtschafts- und Finanzministers in die Regierung berufen wurde. Sie verließ das Parlament im Jahr 2019.